# Aphrocallistes beatrix
Aphrocallistes beatrix är en svampdjursart som beskrevs av Gray 1858. Aphrocallistes beatrix ingår i släktet Aphrocallistes och familjen Aphrocallistidae.

## Underarter
Arten delas in i följande underarter:
- A. b. orientalis
- A. b. beatrix

## Bildgalleri

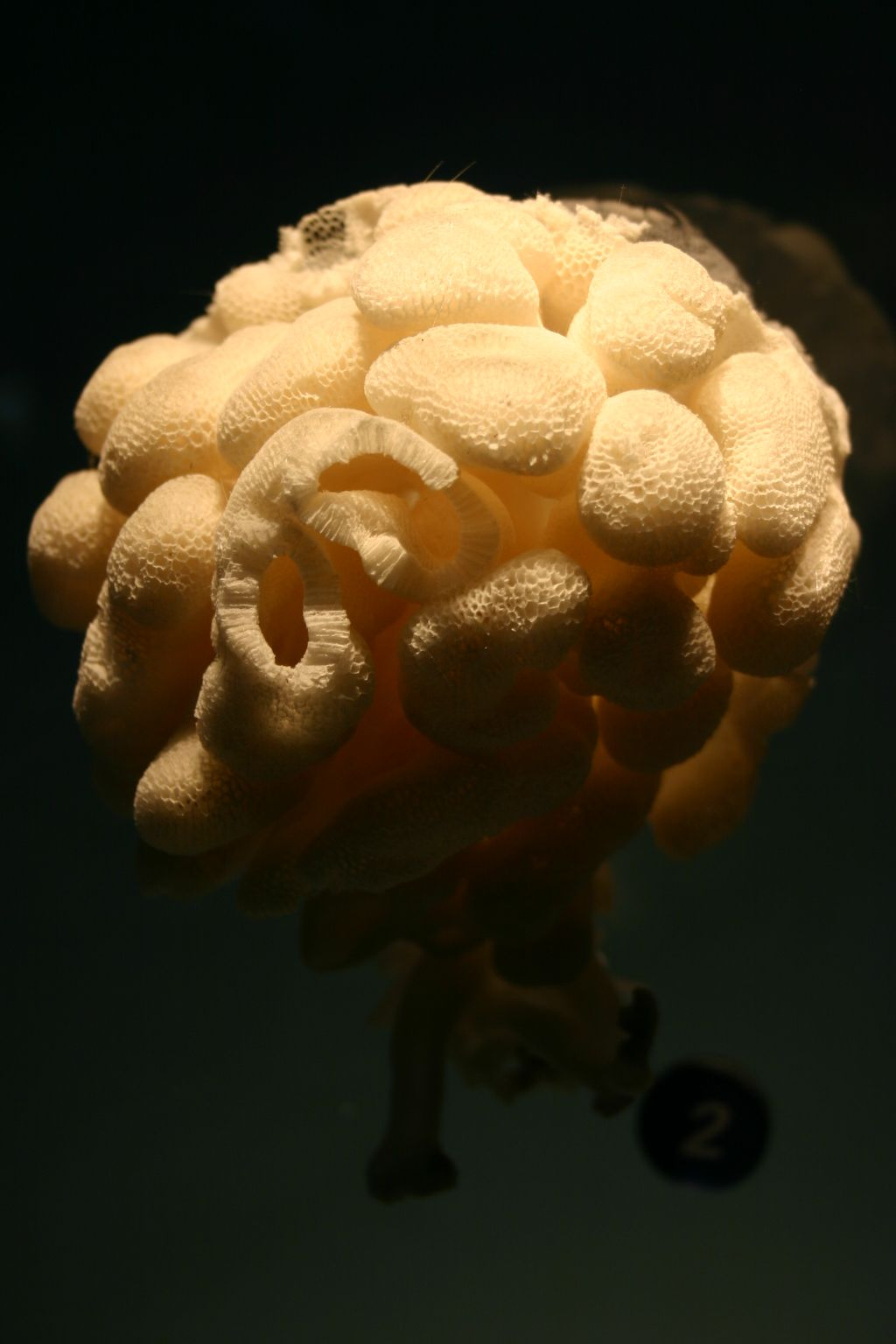